# Festival di cinema africano di Verona
Il Festival di cinema africano di Verona è un festival cinematografico internazionale dedicato al continente africano, fondato nel 1981 dalla rivista Nigrizia dei Missionari comboniani e il Centro missionario diocesano, e in seguito promosso e gestito dal Comitato Festival del cinema africano (Centro missionario diocesano, Fondazione Nigrizia onlus, Progettomondo MLAL e LVIA-Associazione Internazionale Volontari Laici). È considerato il più antico festival europeo dedicato esclusivamente al cinema africano.

## Storia
Una rassegna dedicata all'Africa era stata già promossa dal comune di Verona a partire dal 1970 all'interno della Settimana cinematografica internazionale. Gli eventi ideati da Nigrizia e dal Centro missionario diocesano nascono dal desiderio di costituire uno spazio culturale attraverso il quale leggere la realtà del continente africano e delle diverse Afriche tramite il cinema.
Dal 2007 il festival presenta un concorso con la consegna di premi selezionati da una giuria di registi e attori europei ed africani; vi è poi la consegna di premi da parte di studenti africani iscritti all'Università degli Studi di Verona; una serie di premi decisi da una giuria di alcuni studenti delle scuole superiori veronesi; una giuria di giornalista della rivista Nigrizia con premi speciali.
Il festival presenta lungometraggi, cortometraggi e documentari in concorso, più una serie di iniziative parallele. Nell'edizione 2010 è stata presentata una selezione di film africani dagli anni ottanta ai primi del duemila per festeggiare i trent'anni di attività.
Nel 2009 si è poi avuta la formazione del Comitato del Festival di Cinema Africano di cui fanno parte Nigrizia multimedia, il Progetto Mondo Mlal, il Centro Missionario Diocesano e CrescereInsieme onlus.
Il festival collabora con il Festival del Cinema Africano, d'Asia e America Latina di Milano; il festival ImmaginAfrica di Padova e il Balafon Film Festival di Bari; Festival Panafricain du Cinéma de Ouagadougou in Burkina Faso e con lo Zanzibar International Film Festival. In particolare una commissione del festival seleziona ogni anno un vincitore all'interno della rassegna del festival di Zanzibar da proiettare l'anno successivo nella settimana del festival veronese.
Dal 2009 il festival contribuisce a WikiAfrica e adotta la licenza CC BY-SA su una selezione della sua documentazione. Nel 2010 il festival festeggia la sua trentesima edizione con una pubblicazione, Camera Africa.
Nel 2021 il festival festeggia i 40 anni di attività.

## Albo d'oro

### 2007
Nel 2007 il festival ha assegnato i seguenti premi.
Primo premio
Africa Paradis, regia di Sylvestre Amoussou (Benin, Francia)
Menzione speciale
- Ezra, regia di Newton Aduaka (Nigeria, Francia)
- WWW: What a Wonderful World, regia di Faouzi Bensaïdi (Francia, Marocco, Germania)

Premio Nigrizia
Indigènes, regia di Rachid Bouchareb (Francia, Marocco, Algeria, Belgio)
Premio del pubblico
Il va pleuvoir sur Conakry, regia di Cheick Fantamady Camara (Guinea, Burkina Faso, Francia)

### 2008
Nel 2008 il festival ha assegnato i seguenti premi.
Primo premio
Malooned!, regia di Bob Nyanja (Kenya)
Premio speciale
Terra sonâmbula, regia di Teresa Prata (Portogallo, Mozambico, Germania)
Premio documentari
- En attendant les hommes, regia di Katy Lane Ndiaye (Senegal)
- Menzione speciale a Coming of Age, regia di Judy Kibinge (Kenya)
- Menzione speciale a Come un uomo sulla terra, regia di Andrea Segre e Dagmawi Yimer (Italia)

Premio cortometraggi
- C'est dimanche!, regia di Samir Guesmi (Francia)
- Menzione speciale a Kunta, regia di Ângelo Torres (Portogallo)

Premio scuole
Shoot the Messenger, regia di Ngozi Onwurah (Regno Unito)
Premio Nigrizia
Iron Ladies of Liberia, regia di Daniel Junge e Siatta Scott-Johnson - documentario (Stati Uniti d'America)
Premio Associazione atudenti africani di Verona
Mokili, regia di Berni Goldblat (Burkina Faso)

### 2009
Nel 2009 il festival ha assegnato i seguenti premi.
Primo premio
Sheherazade, Tell Me a Story, di Yousry Nasrallah (Egitto)
Menzioni speciali
- Izulu Lami, di Madoda Ncayiyiana (Sudafrica)
- Dowaha, di Raja Amari (Tunisia)
- Trapped Dream, di Joseph Ubaka Ogochukwu (Nigeria, Senegal)

Menzione speciale interpreti'
Thembì, Kwezi, Chilie Bite e gli altri bambini di Izulu Lami
Premio documentari
- Un affaire des négres, di Osvalde Lewat (Camerun)
- Menzione speciale per Gaeenga, fou par mi les hommes, di Paul Kabré (Burkina Faso)

Premio cortometraggi
- Mon Histoire: Papy, di Djo Munga (Repubblica Democratica del Congo)
- Menzione speciale per La jeune femme et l'istint, di Mohamed Nadif (Marocco)

Premio scuole
A Season of a Life, di Shemu Joyah (Malawi)
Premio Nigrizia
Via Anelli, di Marco Segato (Italia)
Premio Associazione studenti africani di Verona
Sheherazade, Tell Me a Story, di Yousry Nasrallah (Egitto)
Premio del pubblico
Izulu Lami, di Madoda Ncayiyiana (Sudafrica)

### 2010
Nel 2009 il festival ha assegnato i seguenti premi.
Primo premio
Un homme qui crie, di Mahamat-Saleh Haroun (Ciad, Francia, Belgio)
Premio documentari
Un conte de faits, di Hichem Ben Ammar (Tunisia)
Premio cortometraggi
Un transport en commun, di Dyana Gaye (Senegal)
Premio della giuria viaggiatori e migranti
Soltanto il mare, di Dagmawi Yimer, Giulio Cederna e Fabrizio Barraco (Italia)
Premio scuole
Themba, di Stefanie Sycholt (Germania, Sudafrica)
Premio Generations scuole
Pumzi, di Wanuri Kahiu (Kenya, Sudafrica)
Premio Nigrizia
Lezare, di Zelalem Woldemariam (Etiopia)
Premio Associazione studenti africani di Verona
Un homme qui crie, di Mahamat-Saleh Haroun (Ciad, Francia, Belgio)
Premio del pubblico
Soul Boy, di Hawa Essuman (Kenya)

### 2011
Nel 2011 il festival ha assegnato i seguenti premi.
Primo premio
Toghetherness Supreme, di Nathan Collet (Kenya)
Menzione speciale
Le voyage à Alger, di Abdelkrim Bahloul (Algeria)
Premio documentari
Ithemba, di Errol Webber ed Elinor Burkett (Jamaica)
Menzione speciale
- Forgotten Gold, di Makela L. Pululu (Congo, Sud Africa)
- Sobukwe, a Great Soul, di Mickey Madoda Dube (Sud Africa)

Premio cortometraggi
Garagouz, di Abdenour Zahzah (Algeria)
Premio della giuria viaggiatori e migranti
Be ya ka ye, di Cleophas Adrien Dioma e Alessandro Ceci (Italia)
Menzione speciale
Le due storie di Adamà, di Annamaria Gallone (Italia)
Premio scuole
Black Gold: Struggle for the Niger Delta, di Jeta Amata (Nigeria)
Premio Nigrizia
Tamantashar yom, di Sherif Arafa, Kamla Abu Zikri, Marwan Hamed, Mohamed Ali, Sherif El Bendary, Khaled Marei, Mariam Abou Ouf, Ahmad Abdallah, Yousry Nasrallah, Ahmed Alaa (Egitto)
Premio Associazione studenti africani di Verona
Creating the Blackness of Africa, di Ewanfoh Obehi Peter (Italia)
Premio del pubblico
Black Gold: Struggle for the Niger Delta, di Jeta Amata (Nigeria)

### 2012
Nel 2012 il festival ha assegnato i seguenti premi.
Primo premio
La Pirogue, di Moussa Touré (Senegal)
Menzione speciale
Nairobi Half Life, di David Tosh Gitonga (Kenya)
Premio documentari
Odd Number, di Marius Van Straaten (Sudafrica)
Premio cortometraggi
Saubresaut, di Leyla Bouzid (Tunisia)
Premio della giuria viaggiatori e migranti
Le perle di ritorno di Franco Basaglia (Italia)
Premio scuole
The First Grader, di Justin Chadwick (Regno Unito, Stati Uniti d'America, Kenya)
Premio del pubblico
Nairobi Half Life, di David Tosh Gitonga (Kenya)

### 2013
Nel 2013 il festival ha assegnato i seguenti premi.
Primo premio
Les Enfants de Troumaron, di Harrikrisna Anenden e Sharvan Anenden (Mauritius)
Menzione speciale
- Zéro, di Nour-Eddine Lakhmari (Marocco)

Premio documentari
Espoir voyage, di Michel K. Zongo (Burkina Faso)
Menzione speciale
Land Rush, di Osvalde Lewat e Hugo Berkeley (Camerun, Mali, Regno Unito, Stati Uniti d'America)
Premio cortometraggi
Quand ils dorment, di Maryam Touzani (Marocco)
Menzione speciale
Adamt, di Zelalem Woldemariam (Etiopia)
Premio della giuria viaggiatori e migranti
Le monde est comme ça, di Fernand Melgar (Svizzera)
Menzione speciale
- Mohamed e il pescatore di Marco Leopardi (Italia)
- The Journey - Africani a Verona, di Obehi Peter Ewanfoh (Italia)

Premio scuole
Adamt, di Zelalem Woldemariam (Etiopia)
Menzione speciale
- Bon voyage, di Fabio Friedli (Svizzera)
- Little One, di Darrell Roodt (Sudafrica)

Premio studenti
Little One, di Darrell Roodt (Sudafrica)
Premio Associazione studenti africani di Verona
Paris mon paradis, di Eléonore Yameogo (Francia)
Menzione speciale
Les Enfants de Troumaron, di Harrikrisna Anenden e Sharvan Anenden (Mauritius)
Premio Al di là del muro
'[Androman, di Az Larabe Alaoui (Marocco)
Premio del pubblico
Profumi d'Algeri (Parfums d'Alger), di Rachid Benhadj (Algeria)

### 2014
Nel 2014 il festival ha assegnato i seguenti premi.
Primo premio
Printemps Tunisien, di Raja Amari (Tunisia, Francia)
Menzione speciale
Des étoiles, di Dyana Gueye (Francia, Senegal)
Premio cortometraggi
Soko Sonko, di Ekwa Msangi-Omari (Kenya, Stati Uniti d'America)
Menzione speciale
- Zakaria, di Leyla Bouzid (Tunisia)
- Afronauts, di Frances Bodomo (Stati Uniti d'America)

Premio della giuria viaggiatori e migranti
Les Messagers, di Hélène Crouzillat e Laetitia Tura (Francia)
Menzione speciale
Aïssa, di Clement Trehin-Lalanne (Francia)
Premio Associazione studenti africani di Verona
Des étoiles, di Dyana Gueye (Francia, Senegal)
Premio Al di là del muro
O espinho da rosa, di Filipe Henriques (Guinea, Portogallo)
Premio scuole
La Marche di Nabil Ben Yadir (Francia, Belgio)

### 2015
Nel 2015 il festival ha assegnato i seguenti premi.
Primo premio
Decor, di Ahmad Abdalla (Egitto)
Menzione speciale
Difret - Il coraggio per cambiare (Difret), di Zeresenay Berhane Mehari (Etiopia)
Premio cortometraggi
Kwaku, di Anthony Nti (Belgio)
Menzione speciale
Père, di Lotfi Achourt (Tunisia)
Premio della giuria viaggiatori e migranti
Luoghi comuni, di Angelo Loy (Italia)
Menzione speciale
Les jours d'avant, di Karim Moussaoui (Francia, Algeria)
Premio Associazione studenti africani di Verona
Kwaku, di Anthony Nti (Belgio)
Premio Al di là del muro
Madame Courage, di Merzak Allouache (Algeria, Francia, Emirati Arabi Uniti)
Menzione speciale
Morbayassa, di Cheick Fantamady Camara (Francia, Guinea)
Premio scuole
Kanye Kanye, di Miklas Manneke
Premio del pubblico
Felix, di Roberta Durrant (Sudafrica)

### 2016
Nel 2016 il festival ha assegnato i seguenti premi.
Premio lungometraggi
- Decor di Ahmad Abdalla (Egitto)

Menzione speciale
- Difret - Il coraggio per cambiare di Zeresenay Berhane Mehari (Etiopia)
- Les Jours d'avant di Karim Maussuaoni (Ghana)
- Morbyassa di Cheick Fantamady Camara (Guinea)

Premio Associazione studenti africani di Verona
- Kwaku, di Anthony Nti (Belgio)

Premio viaggiatori e migranti
- Luoghi comuni di Angelo Joy (Italia)

Premio Del Pubblico
Kanye Kanye di Milas Manneke.
Premio Scuole
Felix di Roberta Durrant (Sudafrica)
Premio Al di là del muro
- Madame Courage di Merzak Allouache (Algeria)[28]

### 2017
Nel 2017 il festival ha assegnato i seguenti premi.
Miglior film di Africa Short
A Place For Myself di Marie-Clémentine Dusabejambo (Ruanda)
Miglior film della sezione Panoramafrica
Wallay di Berni Goldblat (Burkina Faso) 
Premio Spazio Delle Scuole
A Day For Women  di Kamala Abouzekri (Egitto)
Premio New Generations
(ex aequo) tra Good Luck Algeria (Algeria) e Tant qu'on Vut (Senegal)
Studenti universitari
The Bicycle Man (corto, Sudafrica)
Menzioni speciali
- On Est Bisn Comme ça (Tunisia)
- Dymana Tours (Ciad)

Premio Al Di La Del Muro
The Lucky Spacials (Sudafrica)

### 2018
Nel 2018 il festival ha assegnato i seguenti premi.
Miglior cortometraggio
Bolbol (Tunisia)
Miglior lungometraggio
Lyiana (Swaziland)
Premio Spazio Delle Scuole
Timagad (Algeria)
Premio New Gereation
Supa Modo (Kenya)
Best Africa Short
Debut Kinshasa ( Repubblica Democratica del Congo, Francia)
Menzioni speciali
- Mama Bobo (Senegal, Francia)
- The Life Of Esteban (Belgio, Ghana)

Premio Al Di La Del Muro
Beauty And The Dogs (Tunisia)

### 2019
Nel 2019 il festival ha assegnato i seguenti premi.
Premio Africa Short
Brotherhood di Meryam Joobeur
Menzione speciale
Le Pastèques Du Cheikh di Kaouther Ben Hania (Tunisia, Francia)
Premio Panoramafrica
Le Vie De Château di Modi Barry e Cédric Ido (Francia, Burkina Faso)
Menzione speciale
- Yomeddine di Abu Bakr Shawq (Egitto)

Premio Spazio Scuole
Yomeddine di Abu Bakr Shawq (Egitto)
Giuria di studenti e studentesse dell’Università di Verona'
Tangente di Rida Belghiat e Julie Jouve (Algeria, Francia)
Menzione speciale
Eyebrows
Premio Al Di La Del Muro
Hakkunde (Nigeria)
Premio del Pubblico
- Tangente (corto) Rida Belghiat & Julie Jouve (Algeria, Francia)
- Fatwa (lungometraggio)

Premio New Generation
Supa Modo (Kenya)

### 2020
Nel 2020 il festival ha assegnato i seguenti premi.
Premio Viaggiatori&Migranti
Benzine di Sarra Abidi (Tunisia)
Menzione speciale
Yasmina (corto) di Claire Hélène Cahen e Ali Esmili (Francia)
La Giuria dei giornalisti Nigrizia
Libero Michel Toesca (Francia)
Premio Al Di La Del Muro
Il Mondiale in piazza di Vito Palmieri (Italia)

### 2021
Nel 2021 il festival ha assegnato i seguenti premi.
Premio Panoramafrica
You Will Die At Twenty di Ajmad Abu Alala (Egitto)
Menzione Speciale
- Is Not A Burial Is A Resurrection di Lemohang Jeremiah Mosese (Sudafrica, Italia)
- Ancora un giorno di Raúl de la Fuente e Damian Nenow (Polonia, Spagna, Germania, Belgio, Ungheria)

Africa Short
Doah di Farzad Samsami (Marocco, Norvegia)
Premio studenti dell’Università di Verona
Le Bain di Anissa Daoud (Tunisia)
Menzione sociale
Tuk Tuk Mohamed Kemir (Egitto)
Premio Spazio Scuole
Binti Frederike Migom (Belgio)
Premio Pubblico
- Miglior cortometraggio Tuk Tuk di Mohamed Kheidr (Egitto)
- Miglior lungometraggio Lusala di Mugambi Nthiga (Kenya, Germania)

Premio New Generation'
Binti Frederike Migom (Belgio) 
Premio Del Web
Tuk Tuk, di Mohamed Kheidr (Egitto)